# Mus pahari
Mus pahari (Thomas, 1916) è un roditore della famiglia dei Muridi diffuso nell'Ecozona orientale.

## Descrizione

### Dimensioni
Roditore di piccole dimensioni, con la lunghezza della testa e del corpo tra 75 e 105 mm, la lunghezza della coda tra 70 e 100 mm, la lunghezza del piede tra 19 e 22 mm, la lunghezza delle orecchie di 15 mm e un peso fino a 25 g.

### Aspetto
La pelliccia è cosparsa di peli spinosi. Le parti dorsali variano dal grigio-bluastro scuro al grigio-brunastro, mentre le parti ventrali sono bianche con la base dei peli grigia. Il muso è lungo ed appuntito, gli occhi e le orecchie sono relativamente piccoli. I piedi sono bianchi. La coda è lunga quanto la testa ed il corpo ed è marrone scuro sopra e bianca sotto. Il cariotipo è 2n=48 FN=48.

## Biologia

### Comportamento
È una specie notturna, terricola e talvolta arboricola. Costruisce nidi sferici d'erba al suolo.

### Alimentazione
Si nutre principalmente di insetti.

## Distribuzione e habitat
Questa specie è diffusa dall'India nord-orientale e il Bhutan, attraverso il Myanmar e la Cina meridionale fino alla Cambogia.
Vive nelle foreste montane primarie e secondarie tra 200 e 2.000 metri di altitudine. Si trova lungo i margini forestali.

## Tassonomia
Sono state riconosciute 2 sottospecie:
- M. p. pahari: Stati indiani del Sikkim, Assam, Arunachal Pradesh meridionale, Meghalaya, Mizoram, Manipur, Nagaland, West Bengal orientale; Bhutan, Myanmar occidentale, settentrionale e orientale; province cinesi dello Xizang sud-orientale, Yunnan, Guizhou, Sichuan meridionale, Guangxi occidentale; Laos, Vietnam nord-occidentale e occidentale, Cambogia sud-occidentale;
- M. p. gairdneri (Kloss, 1920): Thailandia nord-occidentale.

## Conservazione
La IUCN Red List, considerato il vasto areale, la popolazione numerosa, la presenza in diverse aree protette e la tolleranza alle modifiche ambientali, classifica M.pahari come specie a rischio minimo (Least Concern).